# Liste der denkmalgeschützten Objekte in Asten
Die Liste der denkmalgeschützten Objekte in Asten enthält die 6 denkmalgeschützten, unbeweglichen Objekte der Gemeinde Asten in Oberösterreich (Bezirk Linz-Land).

## Denkmäler
| Foto |                 | Denkmal                                                                    | Standort                                  | Beschreibung | Metadaten |
| ---- | --------------- | -------------------------------------------------------------------------- | ----------------------------------------- | --- | --- |
| ja   | Datei hochladen | Ur- und frühgeschichtliche Fundzone Asten HERIS-ID: 82797 Objekt-ID: 96642 | Flur Harter Feld Standort KG: Asten       | | BDA-Hist.: Q38179295 Status: Bescheid Stand der BDA-Liste: 2025-06-30 Name: Ur- und frühgeschichtliche Fundzone Asten GstNr.: 337/12, 337/9 |
| ja   | Datei hochladen | Siedlung der Hallstattkultur HERIS-ID: 102322 Objekt-ID: 118707            | Flur Harter Feld Standort KG: Asten       | | BDA-Hist.: Q37790324 Status: Bescheid Stand der BDA-Liste: 2025-06-30 Name: Siedlung der Hallstattkultur GstNr.: 43/1                       |
| ja   | Datei hochladen | Kath. Pfarrkirche hl. Jakob HERIS-ID: 18649 Objekt-ID: 14943               | Kirchengasse 2, neben Standort KG: Asten  | Die seit dem 15. Jahrhundert bestehende Kirche wurde 1724 wegen Baufälligkeit abgebrochen und komplett neu errichtet. Die außen eher einfach gestaltete barocke Kirche hat einen Vorbau mit einem flachen Giebel und einen Dachreiter an der Westseite. Das Gewölbe des Langhauses besteht aus drei schmalen und zwei breiten Flachhängekuppeln aus dem Jahre 1792. Der Chor hat ein Joch und ein Stichkappentonnengewölbe. Die drei Altäre sind barock. Ursprünglich war Asten eine Filiale von Ebelsberg, ab 1563 betreute das Stift St. Florian die Kirche. 1784 wurde die Pfarre Asten gegründet (josephinische Neugründung). | BDA-Hist.: Q23541759 Status: § 2a Stand der BDA-Liste: 2025-06-30 Name: Kath. Pfarrkirche hl. Jakob GstNr.: .10                             |
| ja   | Datei hochladen | Wohnhaus, ehem. Pfarrhof HERIS-ID: 18650 Objekt-ID: 14944                  | Kirchengasse 2 Standort KG: Asten         | Gleich nachdem 1784 in Asten die neue Pfarre eingerichtet war, baute das Stift St. Florian unter Propst Leopold einen Pfarrhof und eine Pfarrschule. | BDA-Hist.: Q37845422 Status: § 2a Stand der BDA-Liste: 2025-06-30 Name: Wohnhaus, ehem. Pfarrhof GstNr.: 39/1                               |
| BW   | Datei hochladen | Ehem. deutsches Umsiedlerlager HERIS-ID: 103590 Objekt-ID: 120101          | bei Peterbauerstraße 8 Standort KG: Asten | Dieses Barackenlager wurde in der NS-Zeit errichtet und ab 1945 als Flüchtlingslager verwendet. Unter Schutz steht das Einfahrtsgebäude, das von 1963 bis 2019 Teil einer Außenstelle der Justizanstalt Linz war, die seit damals als eigenständige Justizanstalt Asten fungiert. | BDA-Hist.: Q37798116 Status: § 2a Stand der BDA-Liste: 2025-06-30 Name: Ehem. deutsches Umsiedlerlager GstNr.: .87                          |
| ja   | Datei hochladen | Bajuwarisches Gräberfeld Bauhof Asten HERIS-ID: 59291 Objekt-ID: 70416     | Edelweißstraße 14 Standort KG: Asten      | | BDA-Hist.: Q38086736 Status: Bescheid Stand der BDA-Liste: 2025-06-30 Name: Bajuwarisches Gräberfeld Bauhof Asten GstNr.: 332/2, 332/3, 312 |